# هیت نامبر

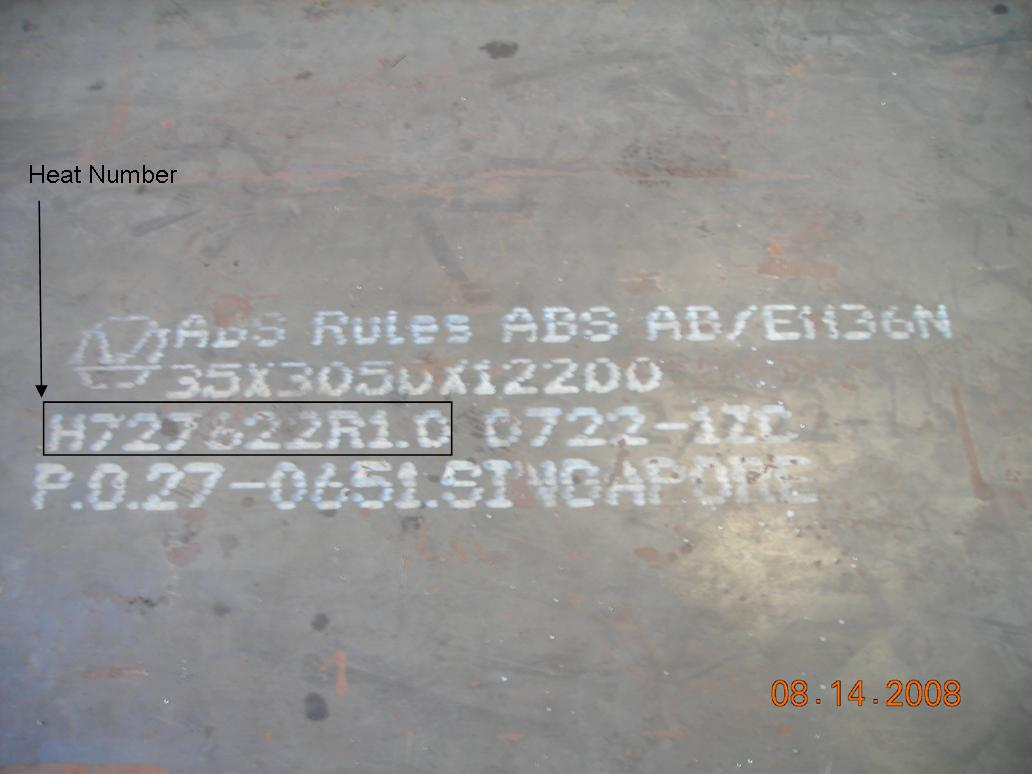
مثالی از یک هیت نامبر بر روی پلیت فولادی.

هیت نامبر یا عدد گرمایی (به انگلیسی: Heat Number) یک عدد شناسایی است که بر روی سطح فولاد پس از خارج شدن از پاتیل و نورد شدن در یک کارخانه فولاد حک می‌شود.
استانداردهای صنعتی سازنده‌ها را الزام می‌کنند که متریال‌های ساخته شده، در کارخانه سازنده آزمایش گردد و نتایج این آزمایش‌ها در گزارش‌هایی به خریدار ارائه شود. این گزارش‌ها تحت عنوان‌هایی از قبیل Mill Sheet (برگه نورد)، Mill Certificate (گواهینامه نورد) یا Mill Test Certificate (گواهینامه تست نورد) ارائه می‌گردند. تنها راه شناسایی اینکه یک گواهینامه متعلق به یک ورق فولادی (یا لوله) است، تطبیق «هیت نامبر» آن است. همان‌طور که از LOT Number برای شناسایی تولید یک محصول برای جنبه‌های کنترل کیفی استفاده می‌شود، از Heat Number برای شناسایی و ردیابی فولادها استفاده می‌شود.